# Лосса, Пьер-Клеман де
Барон Пьер-Клеман де Лосса (фр. Pierre-Clément de Laussat; 23 ноября 1756, По, — 10 апреля 1835, Бернадетс) — французский политический деятель и колониальный администратор, 24-й колониальный губернатор Луизианы, последний наместник под властью Франции. Позже он служил колониальным чиновником на Мартинике и Французской Гвиане, а также администратором во Франции и Антверпене.

## Биография
Родился 23 ноября 1756 года в По в семье барона Жана-Грасьена де Лосса (Jean-Gratien de Laussat) и его супруги Жамме-Жозефины Д’Ожерот (Jammes-Josephine d,Augerot), получил юридическое образование.
После службы в качестве генерального директора по финансам в По и Байонне с 1784 по 1789 год он был заключен в тюрьму во время Террора, но был освобожден и завербован в Пиренейскую армию. 17 апреля 1797 года избран в Совет старейшин. После переворота 18 брюмера 25 декабря 1798 года он вошел в состав Трибуната.
Он был назначен Наполеоном Бонапартом колониальным префектом (губернатором) Луизианы в 1802 году и прибыл в колонию 26 марта 1803 года, всего за две недели до того, как Бонапарт принял решение продать Луизиану Соединенным Штатам. Первоначально Лосса должен был быть временным главой Луизианы до прибытия генерал-губернатора Жана-Батиста Бернадота, назначенного Бонапартом. Однако, когда Бонапарт отклонил просьбу Бернадота о дополнительных поселенцах и поддержке переселения, Бернадот отказался от поста губернатора. Это оставило Лосса на посту губернатора на несколько месяцев, в течение которых он отменил местное кабильдо, а затем опубликовал в колонии Кодекс Наполеона.
Лосса предвидел возрождение процветающего французского Ла-Нувель-Орлеана; однако не все луизианцы хотели, чтобы республиканская Франция контролировала город. После передачи города испанцами 35 сестер-урсулинок вместе со своей матерью-настоятельницей решили покинуть город и отправиться в Гавану. Лосса и другие французские чиновники с презрением относились к испанским чиновникам, отвечающим за территорию; он противопоставил «испанскому духу» как дряхлому, коррумпированному, расово слабому и женоподобно дегенеративному «аскетизм, эффективность и мужественность» бонапартистского республиканизма.
Через несколько месяцев Лосса узнал, что Луизиана была продана США, но не поверил этому. 28 июля он написал французскому правительству, чтобы узнать, правдивы ли слухи. 18 августа он получил известие от Наполеона Бонапарта, что Франция объявила войну Великобритании и что он должен передать Луизиану Соединенным Штатам.
30 ноября Лосса выступал уполномоченным французского правительства на церемонии передачи Луизианы от Испании к Франции. Через несколько недель, 20 декабря, Лосса передал колонию представителям США Уильяму Клейборну и Джеймсу Уилкинсону.
21 апреля 1804 года Лосса покинул Луизиану, чтобы стать колониальным префектом Мартиники. В 1809 году он был схвачен британцами и заключен в тюрьму.
В 1810 году Лосса вернулся во Францию и был направлен во французские Нидерланды для наблюдения за портом оккупированного Антверпена. В 1812—1814 годах он служил префектом Жеммапа, а в период Ста дней — префектом Па-де-Кале.
В 1819—1823 годах служил губернатором Французской Гвианы, после чего удалился в свой родовой замок во Франции, где и умер в 1835 году.
Был женат на Мари-Анне-Жозефине де Пеборде де Пардье (Marie-Anne-Josephine de Peborde de Pardies), от которой имел дочерей Зое (Zoе de Laussat), Камиль (Camille de Laussat) и Софи-Фанни (Sophie-Fanny de Laussat).